# Tétéma strié
Chamaeza nobilis
Espèce
Statut de conservation UICN

 LC  : Préoccupation mineure
Le Tétéma strié (Chamaeza nobilis), appelé également Chamaeza à bande, est une espèce de passereau placée dans la famille des Formicariidae.

## Sous-espèces
Cet oiseau est représenté par 3 sous-espèces.
- Chamaeza nobilis nobilis : de l'Est du Pérou au Nord-Ouest de la Bolivie et dans l'Amazonie brésilienne ;
- Chamaeza nobilis rubida Zimmer, 1932 : du Sud-Est de la Colombie jusqu'à l'Est de l'Équateur, au Nord-Est du Pérou et aux régions limitrophes de l'Ouest du Brésil ;
- Chamaeza nobilis fulvipectus Todd, 1927 : centre-Nord de l'Amazonie brésilienne, sur la rive gauche du rio Tapajós vers Santarém (Pará).